# Hold the Dark
Hold the Dark è un film del 2018 diretto da Jeremy Saulnier.

## Trama
Russell Core, naturalista in pensione esperto del comportamento dei lupi, si reca in Alaska dopo essere stato incaricato da una donna di ritrovare il figlio scomparso il quale, secondo lei, sarebbe stato rapito da un branco di lupi. Le cose non sono come sembrano, i lupi non c'entrano con la scomparsa del bambino e Russel Core si ritroverà coinvolto in una spirale di follia e violenza. Il ritorno del marito della donna dalla guerra complicherà ulteriormente cose.

## Produzione
Il film, basato sull'omonimo romanzo di William Giraldi, racconta di un naturalista in pensione chiamato ad indagare sulla misteriosa scomparsa di un bambino. Fanno parte del cast principale Jeffrey Wright, Alexander Skarsgård, Riley Keough e James Badge Dale.

## Distribuzione
Il film è stato presentato in anteprima mondiale a settembre 2018 al Toronto International Film Festival. È stato distribuito il 28 settembre 2018 attraverso Netflix, in tutti i territori in cui il servizio è disponibile.

## Accoglienza
La critica ha accolto positivamente il film, seppur in modo meno entusiasta rispetto ai precedenti lavori del regista. Su Metacritic lo score è di 63/100.